# Sleitu-Björn Hróarsson
Sleitu-Björn Hróarsson (n. 890) fue un caudillo vikingo y el primer colono que fundó un asentamiento en Skagafjörður, en el siglo IX. Fue uno de los asentamientos más grandes de aquel periodo, y partía desde el río Gljúfurá (Grjótá en Landnámabók) superando la mitad de Viðvíkursveit, Hjaltadalur, Kolbeinsdalur, Óslandshlíð y parte de Höfðaströnd y Deildardal. Más tarde se sumaron tres colonos más: Öndóttur, Kolbeinn Sigmundarson y Hjalti Þórðarson, Sleitu-Björn dividió parte del asentamiento y su hacienda se fundó en Sleitustaðir.
Existe una controversia histórica cuando varios investigadores creen que Sleitu-Björn es la misma persona que Sléttu-Björn, un colono que se asentó en Saurbær, Dalasýsla, que abandonó su asentamiento en Skagafjörður para desplazarse al oeste. Sin embargo, otros se basan en la lista de descendientes de uno y otro según las sagas nórdicas y sustentan que no tiene nada que ver una persona con la otra. Este segundo personaje también aparece en la saga Gull-Þóris.

## Herencia
Se desconoce el nombre de su primera esposa, pero tuvo por lo menos cinco hijos:
- Arnbjörn Björnsson (n. 890), aparece mencionado en la saga de Laxdœla.[6] Arnbjörn sería padre de Þuríður, esposa de Þorleikur Höskuldsson y madre de Bolli Þorleiksson.
- Arnfríður Björnsdóttir (n. 924).
- Örnólfur Björnsson (n. 928).
- Arnoddur Björnsson (n. 934), aparece como personaje en la saga de Víga-Glúms.[7]
- Sigríður Björnsdóttir (n. 936), que sería esposa de Þorkell Þorbjörnsson.

Tuvo una segunda relación con Þuríður Steinólfsdóttir (n. 895), hija de Steinólfur lági Hrólfsson, y ambos serían padres de Þjóðrekur Björnsson.